# Cheilophyllum radicans
Cheilophyllum radicans är en flenörtsväxtart som beskrevs av Francis Whittier Pennell. Cheilophyllum radicans ingår i släktet Cheilophyllum och familjen flenörtsväxter. Inga underarter finns listade i Catalogue of Life.